# K1232/1233、K1234/1231次列车
 K1231/1234、K1232/1233次列車是中國鐵路運行於廣東省內湛江至經濟特區深圳之間的快速旅客列車，自2009年4月1日起開行，現由南寧鐵路局南寧客運段負責客運任務，是連接兩地的首對直通旅客列車。列車使用25G型客車，沿黎湛鐵路、河茂鐵路、廣茂鐵路、廣珠铁路、京廣铁路和廣深鐵路運行，行程646公里。其中湛江站至深圳東站運行10小時49分，使用車次為K1234/1231次；深圳東站至湛江站運行10小時53分，使用車次為K1232/1233次。值得一提，本班列車雖然只在廣東省內運行，但由於湛江至茂名西區間並非由廣州鐵路集團管轄而歸南寧鐵路局管轄，因此本趟列車為直通快速列車而非管內快速列車。

## 歷史
- 2009年4月1日，南寧鐵路局增開了南寧至福州1231/1234、1232/1233次普通旅客快車[1]，經湘桂、黎湛、河茂、廣茂、廣深、京九、漳龍、鷹廈、外南、峰福線運行。
- 2010年4月26日，1231/1234、1232/1233次列車調整為南寧至廈門間運行，[2]漳平至廈門區間經鷹廈鐵路運行。同年7月1日至8月31日，配合中國鐵路實行暑運運行圖，1231/1234、1232/1233次列車臨時停運。[3]
- 2011年春運期間，1231/1234、1232/1233次列車調整為南寧至惠州間運行。[4]同年2月28日，1231/1234、1232/1233次列車調整為南寧至廣州東間運行。
- 2012年7月1日，1232/1233、1234/1231次列车改為廣州站始發終到。[5]同年12月21日，1231/1234、1232/1233次列車延長至深圳東站始發終到，並升級為快速列車，車次變更為K1231/1234、K1232/1233次。[6]
- 2017年1月5日，K1232/1233、K1234/1231次列車調整為湛江至深圳東間運行，[7]同時增加與湛江至昆明的K982/983、K984/981次列車之間的套跑關係。
- 2020年7月1日，K1232/1233、K1234/1231次列车改为与K872/873、K874/871次列车套用车體。
- 2023年3月1日，K1232/1233、K1234/1231次列车改為全列卧铺编组。
- 2023年10月11日，配合廣茂鐵路廣州至佛山段封閉以便改建為廣湛高鐵的正線，K1232/1233、K1234/1231次列车於三水至廣州段改經沙獅聯絡、廣珠、江大聯絡及京廣線運行。
- 2025年7月1日，因K872/873、K874/871次列车升级为特快T872/873、T874/871次，本列车不再与其套跑。

## 列車編組
K1231/1234、K1232/1233次列車使用配屬南寧鐵路局南寧車輛段的中國鐵路25G型客車，列車採取19輛車廂編組，為全列卧铺编组，其中硬臥車15輛、軟臥車3輛，空調發電車1輛。
| 車廂編號 | 1-10         | 11-13        | 14-18        | 19               |
| 車型     | YW25G 硬臥車 | RW25G 軟臥車 | YW25G 硬臥車 | KD25G 空調發電車 |

## 機車交路
K1231/1234、K1232/1233次列車行經的黎湛鐵路、河茂鐵路已完成電氣化，使用和諧3C型電力機車牽引，廣茂鐵路仍未電氣化，因此在茂名西至廣州區間採用內燃機車牽引，機車交路由東風4B型柴油機車或東風11型内燃機車牽引；廣州至深圳東為電氣化鐵路區間，機車交路由韶山8型電力機車或和諧1D型電力機車牽引。
| 車站區段               | 湛江 ↔ 茂名西                      | 茂名西 ↔ 廣州                                       | 廣州 ↔ 深圳東                                      |
| 本務機車 配屬 司機更替 | 和諧3C型電力機車 寧局柳段 南寧司機 | 東風4B型柴油機車/東風11型內燃機車 廣鐵廣段 廣州司機 | 韶山8型電力機車/和諧1D型電力機車 廣鐵廣段 廣州司機 |

## 時刻表

### 现行时刻
- 数据截至2025年7月20日。

| K1231/1234次 | K1231/1234次 | K1231/1234次 | K1231/1234次 | K1231/1234次 | 停靠站   | K1232/1233次 | K1232/1233次 | K1232/1233次 | K1232/1233次 | K1232/1233次 |
| 車次         | 里程         | 天數         | 到點         | 開點         | 停靠站   | 到點         | 開點         | 天數         | 里程         | 車次         |
| ------------ | ------------ | ------------ | ------------ | ------------ | -------- | ------------ | ------------ | ------------ | ------------ | ------------ |
| K1234        | 0            | 當天         | —            | 21:41        | 湛江     | 06:02        | —            | 第二天       | 646          | K1233        |
| K1234        | 27           | 當天         | 22:02        | 22:07        | 遂溪     | 05:34        | 05:38        | 第二天       | 619          | K1233        |
| K1234        | 52           | 當天         | 22:26        | 22:31        | 廉江     | 05:04        | 05:12        | 第二天       | 594          | K1233        |
| K1231        | 101          | 當天         | 23:11        | 23:15        | 化州     | 03:45        | 04:01        | 第二天       | 545          | K1232        |
| K1234        | 122          | 當天         | 23:37        | 23:58        | 茂名西   | 02:48        | 03:23        | 第二天       | 524          | K1232        |
| K1234        | —            | 第二天       | ↓            | ↓            | 肇慶     | 23:17        | 23:22        | 當天         | 262          | K1233        |
| K1234        | —            | 第二天       | ↓            | ↓            | 廣州白雲 | 21:31        | 21:39        | 當天         |              | K1233        |
| K1231        | 507          | 第二天       | 05:49        | 06:13        | 廣州     | 20:55        | 21:20        | 當天         | 139          | K1232        |
| K1231        | 646          | 第二天       | 08:30        | —            | 深圳東   | —            | 19:13        | 當天         | 0            | K1232        |

### 历史时刻
| K1231/1234次 | K1231/1234次 | K1231/1234次 | K1231/1234次 | K1231/1234次 | 停靠站 | K1232/1233次 | K1232/1233次 | K1232/1233次 | K1232/1233次 | K1232/1233次 |
| 車次         | 里程         | 天數         | 到點         | 開點         | 停靠站 | 到點         | 開點         | 天數         | 里程         | 車次         |
| ------------ | ------------ | ------------ | ------------ | ------------ | ------ | ------------ | ------------ | ------------ | ------------ | ------------ |
| K1234        | 0            | 當天         | —            | 21:42        | 湛江   | 06:02        | —            | 第二天       | 632          | K1233        |
| K1234        | 27           | 當天         | 22:03        | 22:07        | 遂溪   | 05:34        | 05:38        | 第二天       | 605          | K1233        |
| K1234        | 52           | 當天         | 22:26        | 22:30        | 廉江   | 05:04        | 05:12        | 第二天       | 580          | K1233        |
| K1231        | 101          | 當天         | 23:23        | 23:28        | 化州   | 04:11        | 04:17        | 第二天       | 531          | K1232        |
| K1234        | 122          | 第二天       | 00:01        | 00:25        | 茂名西 | 03:19        | 03:49        | 第二天       | 510          | K1232        |
| K1234        | —            | 第二天       | ↓            | ↓            | 肇慶   | 23:20        | 23:24        | 當天         | 248          | K1233        |
| K1234        | 471          | 第二天       | 05:00        | 05:05        | 佛山   | 22:08        | 22:12        | 當天         | 161          | K1233        |
| K1231        | 493          | 第二天       | 05:31        | 05:56        | 廣州   | 21:20        | 21:43        | 當天         | 139          | K1233        |
| K1231        | 564          | 第二天       | 06:49        | 06:52        | 東莞   | ↑            | ↑            | 當天         | —            | K1232        |
| K1231        | 632          | 第二天       | 08:37        | —            | 深圳東 | —            | 19:46        | 當天         | 0            | K1232        |

## 運行概況
本趟列車曾為第一趟往來南寧和福州的列車，但是由於福建省內多山的環境使火車的運行速度不高，加上廣西、福建兩省的經濟往來不多，因此本班列車開行甫一年就調整運行路徑為南寧至廈門。從此以後多年內南寧、廣州均無直通福州的火車服務，直至2018年7月南昌局集团開行了福州至廣州南的G1609/1608、G1607/1610次高速動車，以及南寧局集团開行了南寧（南寧東）至厦门北的G2340/2337、G2338/2339次高速動車才改變現狀。
列車調整運行區間為南寧至廈門後客流狀況仍然欠佳，客流集中在南寧到廣州區間，即使在春運期間客流狀況仍未較大改觀，因此在2011年春運結束後第二天，列車運行路徑調整為南寧至廣州東，客流狀況才趨於穩定及理想。
在南廣鐵路開行動車往來南寧至廣州、高速動車往來南寧至深圳後，本列車的客流量再次遭受衝擊。為避免與高鐵線路大幅重疊，本趟列車在2017年1月由南寧改為湛江始發，同時取代同期調圖停運的湛江至汕頭K1589/1592、K1590/1591次列車承擔黎湛鐵路、河茂鐵路沿線旅客往來珠三角地區的任務。在此次調圖後，由於運行時間較佳，本班列車經常出現一票難求的狀況。
即使后来广铁集团开行了往返能直达深圳北站的湛港高速动车组列车和汕湛高速动车组列车，但是因为开行的班次不多，大部分粤西旅客如要前往东莞及深圳需要在广州南站轉車，加之沿线的遂溪、廉江、化州还未通高铁且此车客流主要来源化州及廉江，因此并未对本列车的客流量和上座率产生巨大冲击。
展望将来，直至深湛铁路全线通车及化州、廉江这两个人口大县通高铁后才有可能对本趟列车的上座率和客流量再度产生冲击。